# Гурцкая, Авксентий Константинович
Авксентий Константинович Гурцкая (1892 год, Сухумский округ, Кутаисская губерния, Российская империя — дата смерти неизвестна) — председатель колхоза имени Берия Гагрского района Абхазской АССР, Грузинская ССР. Герой Социалистического Труда (1949).

## Биография
Родился в 1892 году в крестьянской семье в одном из сельских населённых пунктов Сухумского округа Кутаисской губернии.
Со второй половины 1940-х годов — председатель колхоза имени Берия Гагрского района с центральной усадьбой в Пицунде (в посёлке Колхида был одноимённой колхоз, председателем которого был Герой Социалистического Труда Григорий Алексеевич Гвасалия).
В 1948 году табаководы колхоза имени Берия собрали в среднем по 18,6 центнеров листьев табака сорта «Самсун № 27» с каждого гектара на участке площадью 12 гектаров. Указом Президиума Верховного Совета СССР от 3 мая 1949 года «за получение высоких урожаев кукурузы и табака в 1948 году» удостоен звания Героя Социалистического Труда с вручением ордена Ленина и золотой медали «Серп и Молот».
Этим же указом были награждены званием Героя Социалистического Труда табаководы колхоза имени Берия Мисак Саакович Оганян, Еноф Саакович Оганян и Зинайда Хусейновна Акушба.
В последующие годы колхоз имени Берия показывал высокий результат при выращивании табака, кукурузы и чайного листа. За выдающиеся трудовые показания в 1948 году был награждён в 1950 году вторым орденом Ленина.
Дата смерти не установлена. Похоронен на кладбище города Гагры у Пицундского поворота.
Награды
- Герой Социалистического Труда
- Орден Ленина — дважды (1949, 06.10.1950)